# 愛玩鳥
愛玩鳥（あいがんちょう）とは、日常生活で飼育する鳥類のこと。飼い鳥（かいどり）とも言う。

## 定義
愛玩鳥とは、主に姿形や鳴き声、さえずりを観賞する目的で飼われるもので、それ以外では猛々しさ（ワシ、タカのような猛禽）や、面白いしぐさ（ヤマガラ、インコ、オウムなど）を観賞するためにも飼われる。猛禽の場合は権威の象徴としてや、狩猟目的ではなくスポーツとしての鷹狩りのために飼われる場合もある。
食用や採卵用の家畜として飼われる鳥は家禽と呼ばれ、愛玩鳥とは区別されるが、これらの中にもチャボやオナガドリのように、観賞用に品種改良された種がありこれらは愛玩鳥とされる。またかつて通信手段（伝書鳩用のカワラバト）や、狩猟用（鵜飼いの鵜、鷹狩りに用いられる鷹やハヤブサなど）など、有用目的をもって飼養されたが、現在はその有用性を失い、現在はかつてあったその技術を継承するためだけに飼われている鳥も愛玩鳥とは呼ばれない。もっとも、こういった技術継承の目的とは関係なく、それらに用いられる種を飼う場合もあり、その場合は愛玩鳥とされる。これら以外に、動物園など展示目的で飼育する場合があるが、これらも愛玩鳥とはされない場合が多い。

## 分類
愛玩鳥として飼われる鳥類は小鳥が多い。もともと寿命が人間よりはるかに短く、環境の変化に敏感でちょっとした管理の不手際で飼育途中に死なせてしまうことも多々あるので、例外的に長命で人懐こいインコ、オウムを除くと犬や猫のようなコンパニオンアニマル扱いされることは希である。
日本においては愛玩鳥は通例以下のように分類される。

### 和鳥
和鳥とは、ふるくから日本に住む在来の野鳥を指す。基本的に捕獲した野鳥を飼いならすものであり、芸を仕込んで楽しむヤマガラを除くとそのどれもがさえずりや鳴き声を楽しむために飼われたので、オオルリ、ウソといったごく一部を除くと、どれも姿形は地味である。自然環境下では昆虫を主食とする種が大半であり、ゆえに飼育環境下ではすり餌と呼ばれる保存の効かない特殊な飼料を用いるが、そのため管理に非常に手間がかかり、平安時代は貴族の、江戸時代は裕福な商人や上級武士の優雅な趣味とされた。中にはマヒワのように、うまくやれば粟や稗などの穀類を主体としたまき餌で飼育可能な、あまり手間のかからない種もあったのだが、鳴き声や姿形でどうしても他種に劣るため、それほど人気が出なかった。

#### 法による規制
2011年時点までは鳥獣保護法で規定されたメジロのみが都道府県知事の許可を受けた場合、1世帯1羽までの捕獲、飼育が認められていたが、この当時から自然保護の観点より条例でメジロの捕獲、飼育を禁じていた自治体も多く、それを受けた環境省も2012年4月以降愛玩目的での国産野鳥の捕獲および飼育を全面的に禁止した。
ただし日本国外で捕獲した野鳥に関してはこの規制が適用されず、飼養羽数の制限もないため、現在は和鳥の名とは裏腹に、和鳥の主流は輸入された外国産鳥類となっている。であるが、需要の多いメジロやウグイスに関して言えば、輸入される種は厳密には別種や別亜種であり、またヤマガラのように別途産する韓国や台湾（中華民国）も捕獲を規制しており、輸入が事実上不可能な種もあるので、どの種もが一概に輸入可能であるとはいえない。さらには、1999年にはそれまで最大の野鳥輸出国であった中国が輸出を禁止し、2005年以降は相次ぐ鳥インフルエンザの流行により、とりわけ東アジア諸国間では生きた鳥の輸出入自体が禁止されたため、2021年現在は外国産和鳥の入手も困難になっている。
なお鳥獣保護法で指定された狩猟鳥については狩猟期間中に適法に捕獲したものであれば、その後それらを飼育しても法に触れることはない。ただし、狩猟鳥の中には一般的な和鳥として飼われる種は含まれていない。

#### 一般的な和鳥として飼われる種
かつては法定7鳥と呼ばれたホオジロ、メジロ、ウグイス、ヒバリ、ヤマガラ、ウソ、マヒワの7種が飼育可能であったため、現在もこういった種を輸入して飼う場合が多い。かつてはこのほかにコマドリ、オオルリ、ミソサザイ、ノジコ、シジュウカラ、ヒガラ、コガラなどが飼われたのでこういった種やその近縁種も輸入されることがある。この中でもミソサザイは特に飼育が困難であったとされる。

### 洋鳥
洋鳥とは、日本国外産の鳥類を指す。基本的に保存の効くまき餌で飼育可能で手間がかからず、1960年以降は愛玩鳥といえばふつうこのカテゴリに含まれる鳥類を指すようになった。カナリアなど和鳥と同じく鳴き声を重視するものもあるが、それ以外に姿形や巣引きによる品種改良、オウムやインコなどは言葉を覚えさせたり、芸を覚えさせそのしぐさを楽しむのが主流である。主に与えるエサの違いにより、さらに以下のカテゴリに細分される。

#### フィンチ
まき餌で飼養可能な種であり、多くの種で巣引きが可能。インコ・オウムと共に洋鳥の主流を占める。フィンチの語はもともとアトリ科鳥類をさす英語だが、現在は東南アジア、アフリカ、オーストラリア原産のスズメ科カエデチョウ科鳥類が大半を占める。これはビクトリア朝時代のイギリスで野生捕獲したゴシキヒワやズアオアトリなどのアトリ科鳥類が愛玩鳥の主流になった歴史に由来する。現在は飼育下での巣引きにより得られた個体が流通の大半を占め、アフリカ産種やベニスズメなど一部を除くと野生捕獲した個体はほとんど流通していない。
カナリア、ブンチョウ、ジュウシマツなど、よく知られた愛玩鳥のほとんどがこのカテゴリに含まれる。なかでもジュウシマツは、巣引きを上手に行う種として、野生のコシジロキンパラから日本で独自に品種改良された種である。
なお、カナリアは品種数が膨大なので、これだけで独立した分類として扱うこともある。

#### ソフトビル
ソフトビル (Softbill) とは、まき餌のみでは飼養できない種であり、広い意味では和鳥もこのカテゴリに含まれる。フィンチに比較するとずっと管理に手がかかるが、一般的にソフトビルに分類される種は自然環境下で雑食性の種が多く、純粋な昆虫食性の種が多い和鳥と比較するとエサの選択肢の幅がずっと広いので、すり餌以外のもっと手間のかからないエサでも飼養可能であり、そういったエサが市販されているのでそれを用いるのが普通である。和鳥同様、巣引きはまず不可能と考えたほうがよい。
ソウシチョウ、キュウカンチョウが代表で、変わったところではオオハシやサイチョウ、南米産のゴシキドリなどもこのカテゴリに含まれる。なお Softbill とは「細長い」クチバシの形状を指すもので「柔らかい」という意味はない。

#### インコ・オウム
洋鳥のうち、オウム目に属するものは上記のフィンチやソフトビルと区別されている。セキセイインコのような小型種から、コンゴウインコのような大型種まで大小さまざまであり、特にインコは目の覚めるような色とりどりの色彩で楽しませてくれる。オウムは白一色など色彩は地味だが、言葉を覚えたり芸を覚えるなど芸達者で、それなりに人気がある。
セキセイインコのような小型種はまき餌で飼育可能だが、中型から大型種になると専用のエサが必要である。またこれらはおりにふれ人の癇に障る大きな金切り声をあげる欠点があるため、とくに大型種は日本では動物園などの施設以外での飼育が難しいが、小型種や一部の中型種はそういった欠点もなく、巣引きも可能なため家庭でも盛んに飼われている。
中型から大型の種は鳥類にしては例外的に長命でもあり、人懐こいところもあるためコンパニオンアニマルとして愛好する人もいる。ただし巣引きは非常に困難であり、それゆえ中には原産国では野生個体がペット向けにさかんに捕獲され個体数が激減したものがある。ゆえに現在では取引されていた当時はなかった法規制や条約で取引が規制される種もあるため、こういった鳥を現時点で他人に譲渡する際には注意が必要である。

### その他
上記のカテゴリに含まれないものを示す。

#### 観賞用家禽
家禽であってもチャボやオナガドリなどは観賞用に飼育されるため愛玩鳥といえる。それら以外に、クジャクバトのような観賞用に品種改良されたハトもある。アヒルやガチョウにも、数は少ないながら観賞用の品種がある。
オナガドリなどは尾羽の管理に気を使うが、どれももともと人に飼われるため品種改良された家禽であるため飼いやすい。

#### 地上生活性の鳥類及び水禽
キジ目のインドクジャク、キンケイ、ギンケイ、ミカドキジなど。愛玩鳥としてではなく、家禽として飼われることが多いダチョウやエミューなどの走鳥類もこのカテゴリに含まれる。どの種も大型で、飼育には広い敷地を必要とするので施設での展示用に飼育される場合が多く、家庭や個人で飼育するケースは希である。例外的にウズラは小型なので個人や家庭で盛んに飼われている。敷地が必要な点を除けば飼育に際して手間はあまりかからず、巣引きも比較的簡単で飼いやすい。
コブハクチョウやコクチョウ、オスの繁殖羽が美しいオシドリのようなカモ類といった水禽も愛玩鳥として飼われることがある。これらも上記同様管理にそれほど手間はかからないが、やはり広い池が必要であり、個人や家庭では飼いにくい。

#### 猛禽類
好んでフクロウや、タカ、ハヤブサなどの猛禽類を飼う人もおり、ハリスホークやコキンメフクロウなどが人気がある。インプリント個体（刷り込み）のハリスホークやベンガルワシミミズク、モリフクロウ、メンフクロウなどは神経質さもそれほど感じさせず、ペットとして人気が高い。鋭いクチバシや爪を有するので取り扱いにも多少注意を要するが、人になれた中型種であればそれほど危険ではない。ただしイヌワシやコンドルなど一部の超大型種は特定動物に指定されているケースがあるので、飼育を行なうにあたっては各地方自治体の動物愛護関連部署への許可申請が必要となる。
巣引きは大きさゆえスペースを必要とするがチョウゲンボウ類や小型のフクロウでは家庭での繁殖例も多く聞かれ、ハリスホークやベンガルワシミミズクのような中型種も最近では良く聞かれるようになってきた。ちなみに日本はオオタカの人工繁殖に成功した最古の記録をもつ。
エサにマウスやウズラ、ヒヨコなどを用いるため（精肉では栄養価の問題で健康を保てない）に飼育を断念する者も多いが、現在では専門店からそれらの冷凍品を比較的安価に、コンスタントに入手できるようになった。肉はカロリーが高いので、結果的に猛禽類は他の草食、雑食鳥に比べても給餌量、排泄量も少ない。かなりのスペースが必要ではあるものの、管理程度はむしろ楽な方である。近年は各種サプリメント、グッズも充実しており、このことが国内で飼育が普及し、国内繁殖例が多く聞かれるようになった理由であると考えられる。
猛禽類の魅力はなんといってもフリーフライトであろう。ヒモなどつけず、インコ類のような羽きりもせずに空に放ち、合図で拳に呼び戻す。基本的にはエサで呼ぶ行為であり、古来の鷹狩りのように野生のオオタカを用いる例では餓死する寸前にまで餓えさせる例もあり、フリーフライトに批判的な意見を持つ者もいるがインプリントのハリスホークのようなノスリ類やベンガルワシミミズクなどではむしろ健康的な程度の給餌のセーブでフリーにすることが可能である。
また、鷹狩りも猛禽類飼育の魅力の一つに挙げられる。鷹狩りというと高度な技術を必要とし、一般人が趣味で行うようなものではないという認識が強いかもしれないが、けしてそのようなことはない。趣味で猛禽を飼育し、鷹狩りをしているという者も増えてきており、近年では特に趣味としての鷹狩りの集まりでの倶楽部団体がいくつも作られている。

#### ペンギンなど
かつて遠洋漁業が盛んだった頃、遠洋漁業船が海外の港に寄港して、船内に迷い込んできたペンギンを連れ帰り、母国に帰すことも無理なのでそのまま家庭で飼育してしまう例があった。またアメリカではハチドリを飼うこともあるようである。愛玩鳥は一般的に言って、体が小さいものほど気温やエサの管理が面倒で飼育困難となるため、その飼育難易度はおそらく最高レベルであろう。

## 問題点
愛玩鳥を飼養する場合、以下のような問題点があることを知っておくべきである。

### 感染症
哺乳動物ほどではないにせよ、鳥もヒトも感染する人畜共通感染症が確認されている。鳥を経由して罹患する可能性のあるそれらの疾病は、種数こそ少ないものの、いずれもヒトが罹患した場合、重篤な症状に陥り死ぬことも珍しくないのが通例である。かつてはオウム病が有名であったが、現在は鳥インフルエンザがヒトに感染するとして問題になっている。

### 取引に関する規制

#### 絶滅危惧種
愛玩鳥は長い間、野生捕獲した個体が流通の主流を占めた。1945年以降は先進国と途上国の間で経済格差が開き、先進国の旺盛なペット需要を満たすため、途上国に産する野生個体が大量に捕獲された。これと並行して先進国からの資本の流入により、途上国においても一次産品の増産による開発が進み、生息環境が破壊された。
このダブルパンチにより個体数が激減し、現在絶滅に瀕した種が多い。こうした種は現在絶滅のおそれのある野生動植物の種の国際取引に関する条約（ワシントン条約）などにより規制されている。特に以下の各分類にはそうした規制がされている種が多いので注意が必要である。
- 猛禽類
- 熱帯産ソフトビルのほぼ全て。
- 中型から大型のインコ、オウム。
- カナリア、ブンチョウといった、よく知られた愛玩鳥の野生原種。

いずれも、巣引きは専門のブリーダーによらねばまず無理で、人工増殖が望めなかったり、生態系の頂点に位置しているためちょっとした生息環境の変化により個体数が激減する、といった特徴がある。
なお、こういった絶滅危惧種であっても、巣引きなど人工繁殖によって得られた個体や、そういった種と他種の交雑種は取引規制の対象外とされている。日本においても種の保存法でこうした種の輸入や飼育が認められているが、同じ法律でこれらの他人への販売、譲渡についてはいかなる理由があっても禁止しているので、何らかの理由で飼い主が絶滅危惧種（交雑種は問題ない）の愛鳥を手放さなくてはならない場合は問題になる。

#### 侵略的外来種
上記とはまったく逆に、捕獲され愛玩鳥として飼育されていた野生個体が移入先でかご抜けし、移入先の生態系に順応して帰化することがある。この際問題になるのは移入先の生態系に入り込んでニッチを脅かしたり、その地域の生態系にない独自の地位を占めるなどして、その地域の生態系を破壊することで、それゆえに取引が規制されることがもある。その典型例がハワイなどの海洋島で、こうした外来種の移入により現地で独自の生態系を築いていたハワイミツスイ科鳥類が壊滅的な打撃を受けた。
現在、地域によってはこうした理由から鳥類の移入を国によって厳しく規制している場合がある。また、特に各地の環境への適応性が高い温帯産のソフトビルであるソウシチョウ、ガビチョウにホシムクドリといった種は侵略的外来種に指定され、取引に際して規制を受けている。

#### 日本国内における問題
上述したように日本においては鳥獣保護法により愛玩目的での野鳥の捕獲、飼養は原則禁止されている。しかし日本国外で捕獲した野鳥については、輸入先国政府機関の発行する適法捕獲証明書または輸出許可証、日本鳥獣商組合連合会の発行する鳥獣輸入証明書を添付すれば1世帯1羽といった制限もなく何羽でも飼育可能である。ゆえに例外的に同法で飼養可能なメジロやホオジロについても、自治体によって条例で禁止していたり、なかなか許可が下りなかったりするのでそれらを嫌って輸入鳥を頼るのが一般的になっている。